# Paul Wasicka
Paul Wasicka (né le 17 février 1981 à Dallas (Texas) est un joueur professionnel de poker, résidant à Las Vegas (Nevada) qui a fini 2e du Main Event des World Series of Poker 2006 et vainqueur des National Heads-Up Poker Championship 2007.